# The Phantom Signal
The Phantom Signal è un cortometraggio muto del 1913 diretto da George Lessey.

## Produzione
Il film fu prodotto dalla Edison Company.

## Distribuzione
Distribuito dalla General Film Company, il film - un cortometraggio di due bobine - uscì nelle sale cinematografiche degli Stati Uniti il 14 novembre 1913.